# Anthanassa drymoea
Anthanassa drymoea är en fjärilsart som beskrevs av Frederick DuCane Godman och Osbert Salvin 1878. Anthanassa drymoea ingår i släktet Anthanassa och familjen praktfjärilar. Inga underarter finns listade i Catalogue of Life.